# Max-Mannheimer-Gymnasium Grafing
Das Max-Mannheimer-Gymnasium Grafing (kurz: MMGG), bis Januar 2020 Gymnasium Grafing (kurz: GG), ist das erste und älteste Kreisgymnasium im Landkreis Ebersberg in Grafing (Bayern). Nachbargymnasien sind das Franz-Marc-Gymnasium in Markt Schwaben und das Gymnasium Kirchseeon.

## Geschichte
1946 konstituierte sich ein Zweckverband, der am 25. Mai 1946 beim bayrischen Ministerium für Unterricht und Kultus die Genehmigung zur Errichtung einer sechsklassigen Oberschule in Grafing beantragte. Ab 1947 besuchten 168 Jungen die Oberschule für Jungen Markt – Grafing, wobei auch die Aufnahme von Mädchen gestattet war.
Für die Kinder der umliegenden Gemeinden wurden 20 Reichsmark monatliches Schulgeld festgesetzt. Unterrichtet wurde zunächst in einem Haus neben einer Geflügelfarm an der Wasserburger Straße. Es gab fünf Klassenzimmer, einen Speicher als Raum für die zehn Lehrer. Die Unterrichtsführung gestaltete sich, wie in der Nachkriegszeit in Deutschland üblich, äußerst schwierig in komplett überfüllten Klassenzimmern.
1953 gründete sich, um der Geldnot an der Oberschule entgegenzuwirken, ein Förderverein zur finanziellen Unterstützung der Oberschule. Dieser Verein ist als Schulverein am Gymnasium Grafing e. V. auch heute noch aktiv.
1956 zog die damalige Oberschule vorübergehend in die Rotter Straße 8, in der sich zuvor die Volksschule befand. 1962 wurde der Neubau auf dem heutigen Gelände in der Jahnstraße 17 fertiggestellt und die Oberschule bezog das heutige Schulgebäude (Altbau). 1965 erfolgte die Umbenennung in Gymnasium Grafing.
In den folgenden Jahren nahmen die Schülerzahlen zu, sodass 1971 ein weiterer Gebäudeteil (Hochbau) hinzugefügt werden musste. Die Schülerzahlen stiegen in den 1970er-Jahren so sehr an, dass Schichtunterricht eingeführt werden musste. Mit der Eröffnung von weiteren Gebäudeteilen entspannte sich die Lage.
Heute verfügt die Schule über sechs Gebäude (Altbau, Hochbau, Langbau, Neubau, Pavillon und Turnhalle). Bis 2015 wurde der Pausenhof saniert.
Nach der Eröffnung des Gymnasiums Kirchseeon 2008 nahmen die Schülerzahlen von ca. 1800 konstant ab.

2018/19 wurde der mehrfach umgebaute Altbau saniert.
2020 erhält das Gymnasium den Namen Max Mannheimer-Gymnasium Grafing, benannt nach dem Holocaust-Überlebenden, der häufig am Gymnasium Grafing zu Gast war.  Zusammen mit dem Abschluss der teilweisen Sanierung des Schulgebäudes wurde am 17. Januar 2020 mit prominenten Festrednern, darunter Charlotte Knobloch, die Umbenennung gefeiert.

## Sprachenfolge
Die Schule bietet sowohl eine naturwissenschaftlich-technologische als auch sprachliche Ausbildungsrichtung an. Eine Besonderheit der Sprachenwahl besteht darin, dass vier Fremdsprachen zur Auswahl stehen: Latein, Englisch, Französisch und Italienisch. Von diesen vier Fremdsprachen können maximal drei gleichzeitig belegt werden und müssen mindestens zwei belegt werden. Englisch ist dabei faktisch verpflichtend erste Fremdsprache. Als zweite Fremdsprache kann nur Latein oder Französisch gewählt werden. Ab der achten Klasse kann zusätzlich Französisch oder Italienisch hinzugewählt werden. Ab der zehnten Klasse kann entweder das erstbelegte Englisch oder die zweitbelegte Sprache (Latein oder Französisch) gegen Italienisch (spätbeginnend) getauscht werden. Jedoch verpflichtet man sich damit, Italienisch auch in der Oberstufe zu belegen.

## Ausstattung
Das Gymnasium verfügt über drei Chemiesäle, vier Biologiesäle, drei Physiksäle, drei Informatikräume, drei Musikräume, drei Kunsträume, drei Sporthallen, einen Physikübungsraum und einen großen Mehrzweckraum. Des Weiteren besitzt das Gymnasium eine Mensa und eine Bibliothek mit über 25.000 Werken. Seit dem Schuljahr 2013/14 befindet sich in jedem regulär genutzten Klassenzimmer eine vollständige Medienausstattung mit Computer, VHS/DVD-Abspieler und Videoprojektor.
An der Schule gibt es seit 2009 eine Offene Ganztagsschule (OGTS), die vom Verein Nachmittagsbetreuung am Gymnasium Grafing e.V. als Träger betrieben und vom Kultusministerium finanziell ausgestattet wird.

## Verkehrsanbindung
Es existiert ein umfassendes Landkreisschulbussystem, in das das Gymnasium Grafing neben der Grund- und Mittelschule Grafing, der Realschule Ebersberg und der Mittelschule Ebersberg eingebunden ist.  Schüler aus Ebersberg, Steinhöring und anderen Gemeinden fahren mit der S-Bahn München zum Haltepunkt Grafing Stadt. In der Gemeinde Steinhöring existiert ebenso ein ähnliches System.

## Austauschschulen
Für die Schüler, die Französisch als 1. oder 2. Fremdsprache lernen, wird derzeit (Stand 2015) in der 8. Jahrgangsstufe eine Austauschfahrt nach Saint Marcellin und nach Dijon oder Moulins angeboten, für alle neusprachlichen Schüler gibt es in der 9. Jahrgangsstufe ein Austauschprojekt mit Yssingeaux.
Schüler der 8. oder 9. Jahrgangsstufe können sich auch beim Bayerischen Jugendring für einen individuellen Schüleraustausch im Rahmen des Brigitte-Sauzay-Programms des Deutsch-Französischen Jugendwerks (DFJW) bewerben. Es handelt sich hierbei um ein Schulbesuchsprogramm mit Familienunterbringung auf Gegenseitigkeit, das auf zwei Monate angelegt ist. Die französischen Schulen und Gastfamilien liegen im Zuständigkeitsbereich der Akademien Nancy-Metz und Nice.

## Verschiedenes
- Von 2013 bis 2016 beherbergte das Gymnasium Asylbewerber in Containern-Pavillons, die zuvor  Klassenzimmer waren. Danach wurde die Unterkunft geräumt und zu Unterrichtsräumen für Flüchtlinge im Berufsschulalter umgebaut. Mittlerweile sind die Räume wieder Klassenzimmer für das Gymnasium.
- Das Gymnasium Grafing war die Heimatbasis der von Stefan Eberherr geleiteten Bewegungskünste-Gruppe „Movimento“,[13] die aus dem Wahlkurs Bewegungskünste hervorgegangen war und gespeist wurde und europaweite Auftritte und Anerkennung gefunden hat.[14] Bis zuletzt haben ca. 350 Schüler an dem Projekt teilgenommen, was mehr als einem Viertel der Gesamtschülerzahl entsprach.[15]  „Movimento“ ist seit 2018 eine Abteilung des TSV Grafing.

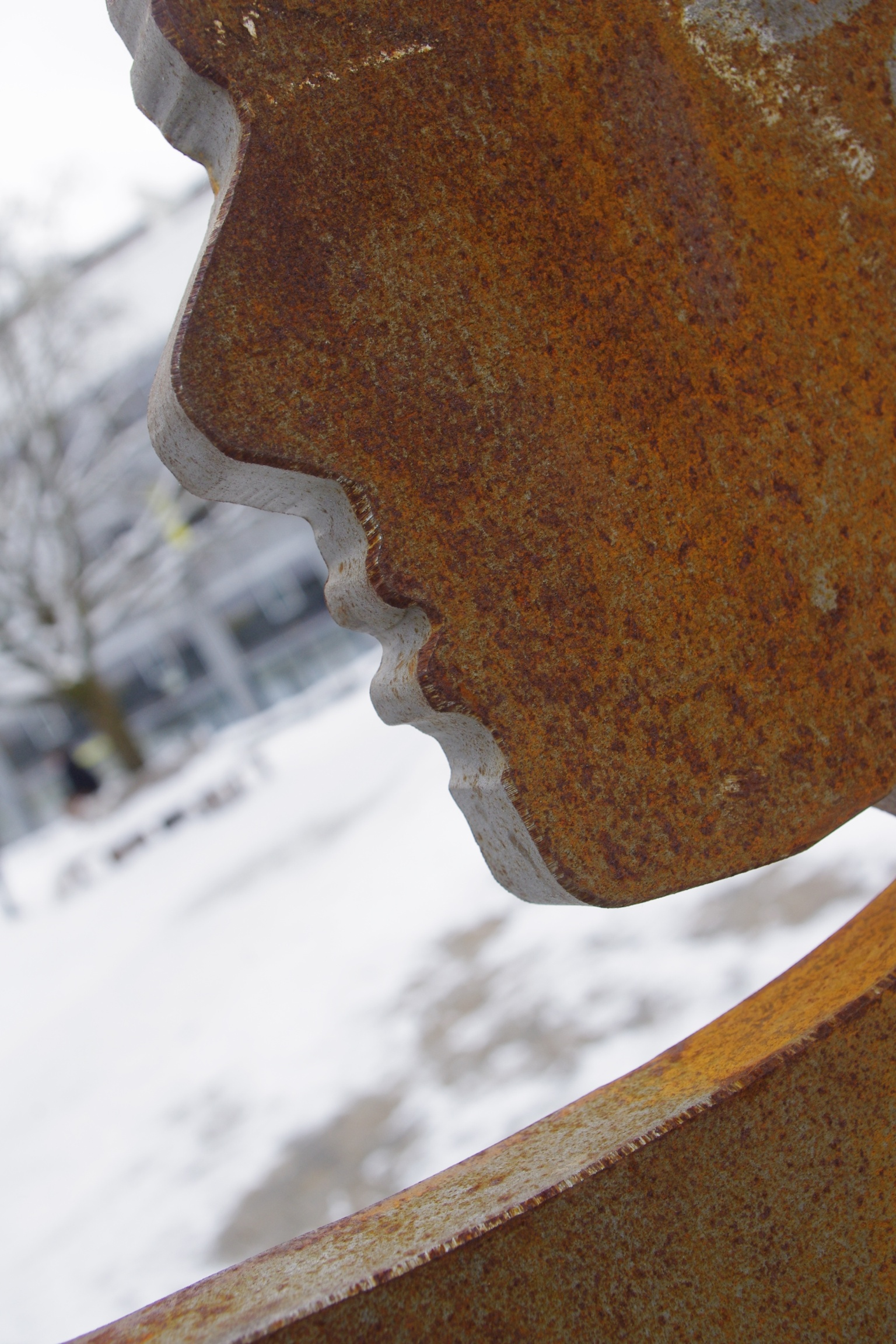
Mauer-Kunstwerk nach Restaurierung

- Mauer-Kunstwerk nach RestaurierungDas Gymnasium Grafing besitzt seit einigen Jahren zwei je ca. einen Meter breite Original-Bauteile der ehemaligen Berliner Mauer. Die Teile waren mehrere Jahre eher zufällig abgestellt und wurden 2012 an zentraler Stelle als Informationsort und ergänzt um ein Metall-Kunstwerk im Pausenhof aufgestellt.[16]

## Personen mit Bezug zum Gymnasium
- Max Mannheimer (geboren 1920, gestorben 2016, Überlebender des Holocaust, regelmäßiger Gast als Zeitzeuge des Holocaust)
- Susanne Osthoff (Schülerin, 1974–1977)
- Harald Parigger (Schulleiter, 2000–2013)
- Oliver Peschel (Schüler, 1980er Jahre)
- Alexander Liegl und andere Mitglieder der Gruppo di Valtorta (Schüler, 1980er Jahre)
- Florentin Will (Schüler, 2001–2010)[17][18]